# The Public Pays
The Public Pays est un film américain réalisé par Errol Taggart (en) et sorti en 1936.
Il a remporté l'Oscar du meilleur court métrage en prises de vues réelles en 1937.

## Synopsis
Le film montre la lutte contre le racket dans le secteur de la distribution du lait.

## Fiche technique
- Autre titre : Crime Does Not Pay
- Réalisation : Errol Taggart (en)
- Scénario : John C. Higgins
- Producteur : Jack Chertok (en)
- Durée : 19 minutes
- Distribution : Metro-Goldwyn-Mayer
- Date de sortie :
  - États-Unis : 10 octobre 1936

## Distribution
- Richard Alexander
- Barbara Bedford
- Eddy Waller
- Cy Kendall
- Edwin Stanley

## Distinctions
- 1937 : Oscar du meilleur court métrage en prises de vues réelles lors de la 9e cérémonie des Oscars[1]